# Марса (футбольний клуб)
Футбольний клуб «Марса» (англ. Marsa Football Club) — мальтійський футбольний клуб з однойменного міста, заснований у 1920 році. Виступає у Першій лізі. Домашні матчі приймає на «Стадіоні століття», місткістю 3 000 глядачів.

## Досягнення
- Прем'єр-ліга
  - Срібний призер (2): 1920/21, 1970/71.